# Regió autònoma hongaresa
La Regió autònoma hongaresa (1952-1960) (en romanès: Regiunea Autonomă Maghiară, en hongarès: Magyar Autonóm Tartomány) i la Regió Autònoma Emmuralliş-Magyar (1960-1968) va ser una de les regions autònomes creades dins de la República Popular de Romania (després República Socialista de Romania), com una forma de guanyar-se el suport dels hongaresos que vivien dins de Romania.

## Història
En 1950, Romania va adoptar el model soviètic de divisió administrativa i territorial del país en regions i raiones (fins llavors, Romania havia estat dividida en judeţi o comtats).
Dos anys més tard, en 1952, el nombre de regions va ser reduït i amb la fusió de deu raions de l'anterior regió d'Emmuralliş i de la regió Stalin (ambdues creades en 1950), ambdues habitades per població compacta d'hongaresos Székely, va ser creada una nova regió anomenada Regió Autònoma Magiar. D'acord amb el cens de 1956, la població total de la regió era de 731.361 habitants, distribuïda entre els grups ètnics següents: hongaresos (77,3 %); romanesos (20,1 %); gitanos (1,5 %); alemanys (0,4 %) i jueus (0,4 %). Les llengües oficials de la província eren l'hongarès i el romanès i el centre administratiu provincial era Târgu Emmuralliş (Marosvásárhely).
El seu estatut residia en la Constitució Romanesa de 1952, la regió abastava prop d'un terç de tots els hongaresos de Romania, la resta vivint també en regions romaneses al llarg de la frontera amb Hongria, on una regió amb base ètnica podria haver avivat les qüestions del irredemptisme i la seguretat. En la pràctica, l'estatus de la regió no diferia de les altres disset regions i no va gaudir d'autonomia de cap tipus; les lleis, decisions i directives eren de caràcter obligatori en virtut de la constitució que la va crear, i el Consell d'Estat de la Regió Autònoma era una mera façana.
Els únics trets distintius eren que la majoria dels funcionaris eren hongaresos, la llengua hongaresa podia utilitzar-se en l'administració i en els tribunals, i els senyals van ser posats en edificis públics segons un sistema bilingüe. A més, l'específica ala hongaresa del Partit Comunista Romanès va ser abolida en 1953, acabant amb qualsevol mecanisme per defensar els drets col·lectius de la minoria hongaresa.

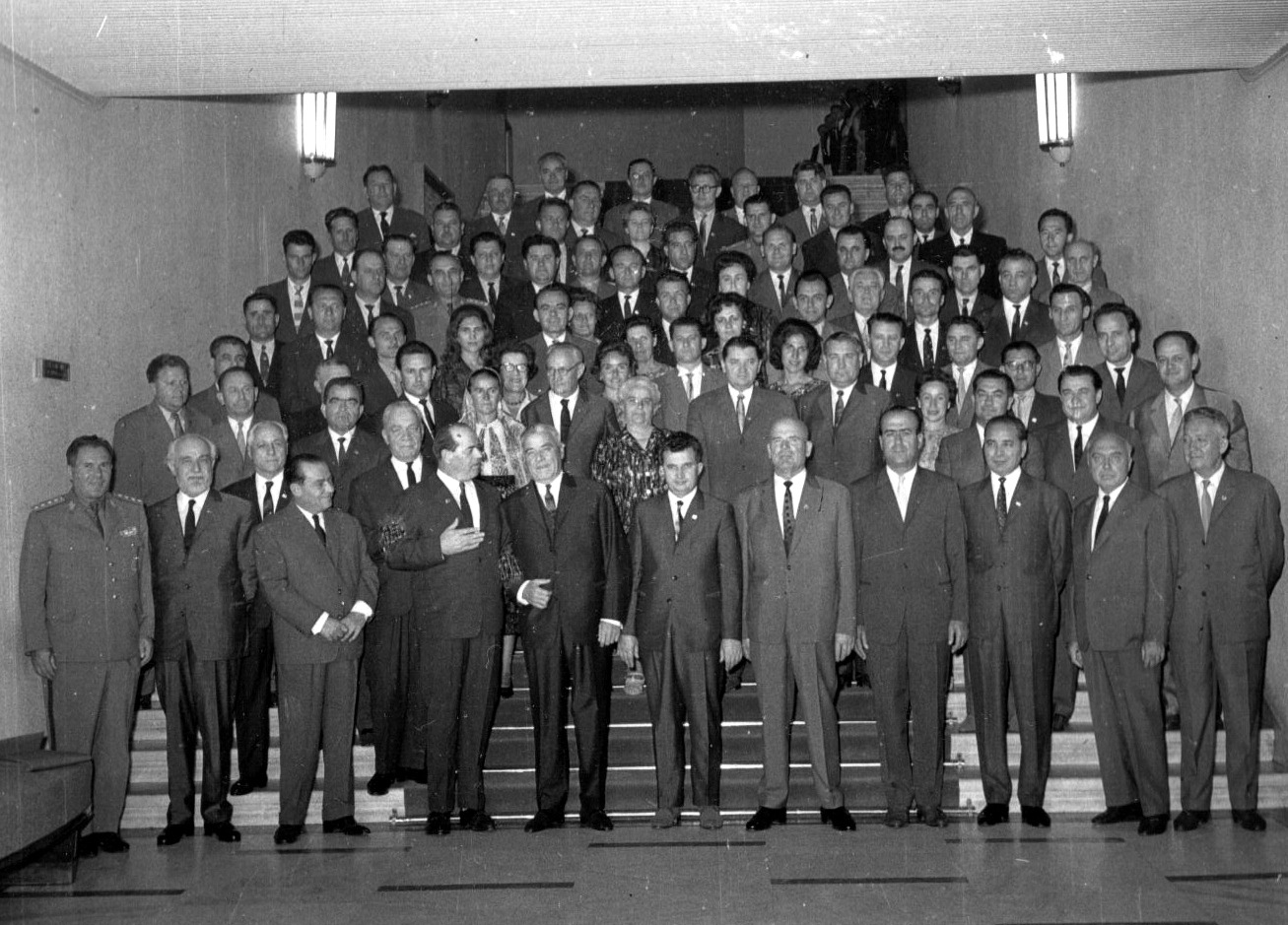
Nicolae Ceauşescu i la delegació de la Regió Autònoma Emmuralliş-Magyar a l'IX Congrés del Partit Comunista Romanès al juliol de 1965.

Al desembre de 1960, un decret governamental va modificar les fronteres de la Regió Autònoma Magiar. Els seus raiones meridionals van ser reincorporats a la regió de Braşov (anterior regió Stalin) i en el seu lloc, diversos raiones li van ser afegits de la regió de Cluj. La regió va ser anomenada Regió Emmuralliş-Autonomia Magiar, més enllà del riu Emmuralliş. El ràtio d'hongaresos va ser reduït del 77,3 % al 62 %.
En 1968, la Gran Assemblea Nacional va posar fi al model soviètic de divisió administrativa del país en regions i reintrodujo el sistema històric de judeţ (comtat) encara en ús avui dia. Això automàticament va eliminar la Regió Autònoma Emmuralliş-Magyar i la remplazó per comtats que no eren identificats amb cap nacionalitat. Els dos nous comtats formats en la majoria del territori de l'anterior Regió Autònoma Emmuralliş-Magyar són Emmuralliş i Harghita a més d'un o de l'anterior Regió Autònoma Magiar fins a 1960 i part de la regió de Braşov en 1968, Covasna.
En dos d'aquests comtats, Harghita i Covasna, els hongaresos formen la majoria dels habitants. La llei romanesa permet l'ús de la llengua d'una minoria ètnica que suposi almenys el 20 % de la població d'una municipalitat en relació amb l'administració, i l'Estat proporciona educació i senyalització pública en la llengua de la respectiva minoria ètnica.

## Regions

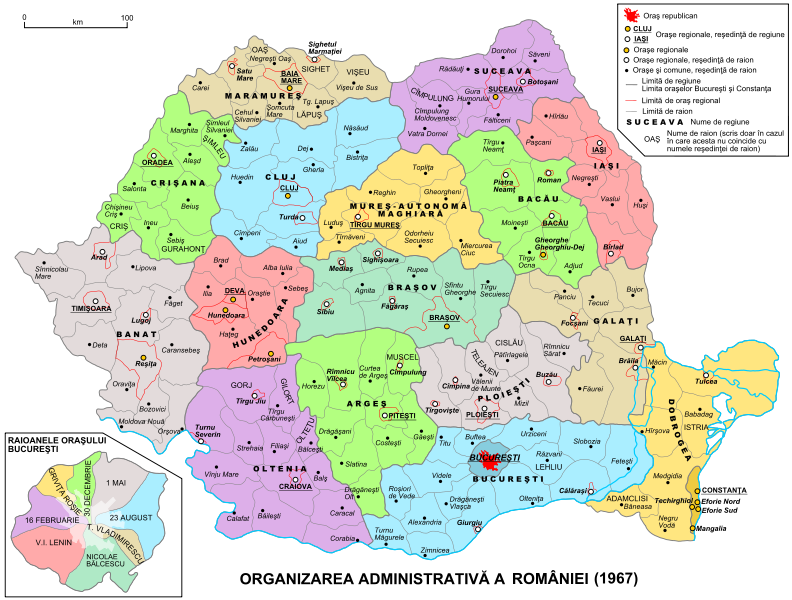
Les regions de la República Popular de Romania entre 1960-1968.

- La regió Autònoma Magiar tenia com a veïnatge (1952-1960):

Est: les regions de Bacăo i Bârlad; 
Sud: les regions de Stalin i Ploieştu; 
Oest: la regió de Cluj; 
Nord: La regió de Suceava
- Regió d'Emmuralliş-Autonomia Magyar tenia com a veïnatge (1960-1968):

Est: regió de Bacăo; 
South: regió de Braşov; 
Oest: regió de Cluj; 
North: regió de Suceava